# Велика Онофријева чесма
Велика Онофријева чесма је чесма у старом градском језгру Дубровника.
Чесму је израдио напуљски градитељ Онофрио дела Кава, 1438. године, као део дубровачког водовода. Вода тече из 16 камених маскерона. Налази се испред манастира клариса крај Врата од Пила. Оригинално је била богато украшена, а данашњи облик је добила после великог земљотреса 1667. године. Дубровчанима је у граду вода била на располагању на два места, на великој и малој Онофријевој чесми. Осим ове две, у граду је било више мањих фонтана.